# Saint-Georges-sur-Cher
Saint-Georges-sur-Cher é uma comuna francesa na região administrativa do Centro, no departamento Loir-et-Cher. Estende-se por uma área de 23,8 km². Em 2010 a comuna tinha 2 742 habitantes (densidade: 115,2 hab./km²).